# Simón González
Simón González Escobar (Santiago de Chile, 28 de octubre de 1859- ídem, 5 de diciembre de 1919) fue un escultor chileno. Considerado por su estilo un innovador, al enlazar el academicismo con las nacientes vanguardias de la época. Premiado con galardones en Francia y en otros salones internacionales.

## Biografía
Nacido en una familia de clase media, tuvo como hermano mayor al pintor Juan Francisco González. Ingresó en 1878 en la Academia de Bellas Artes, donde fue alumno del escultor Nicanor Plaza.
Recibió en 1887 una beca del gobierno chileno para perfeccionarse en París, Francia. Se trasladó a París en 1890, recibiendo su beca solo hasta el año siguiente por causa de la Guerra Civil de 1891 en Chile. Permaneció en Francia durante 20 años más, participando en importantes exposiciones, recibiendo en 1891 una Medalla de Oro en el Salón de París por su obra El Mendigo, y en 1893 un reconocimiento en el mismo certamen por su obra Niño taimado.
Regresó a Chile en 1906, dedicándose a la docencia en la Escuela de Bellas Artes de la Universidad de Chile hasta su fallecimiento en 1919.

## Obra

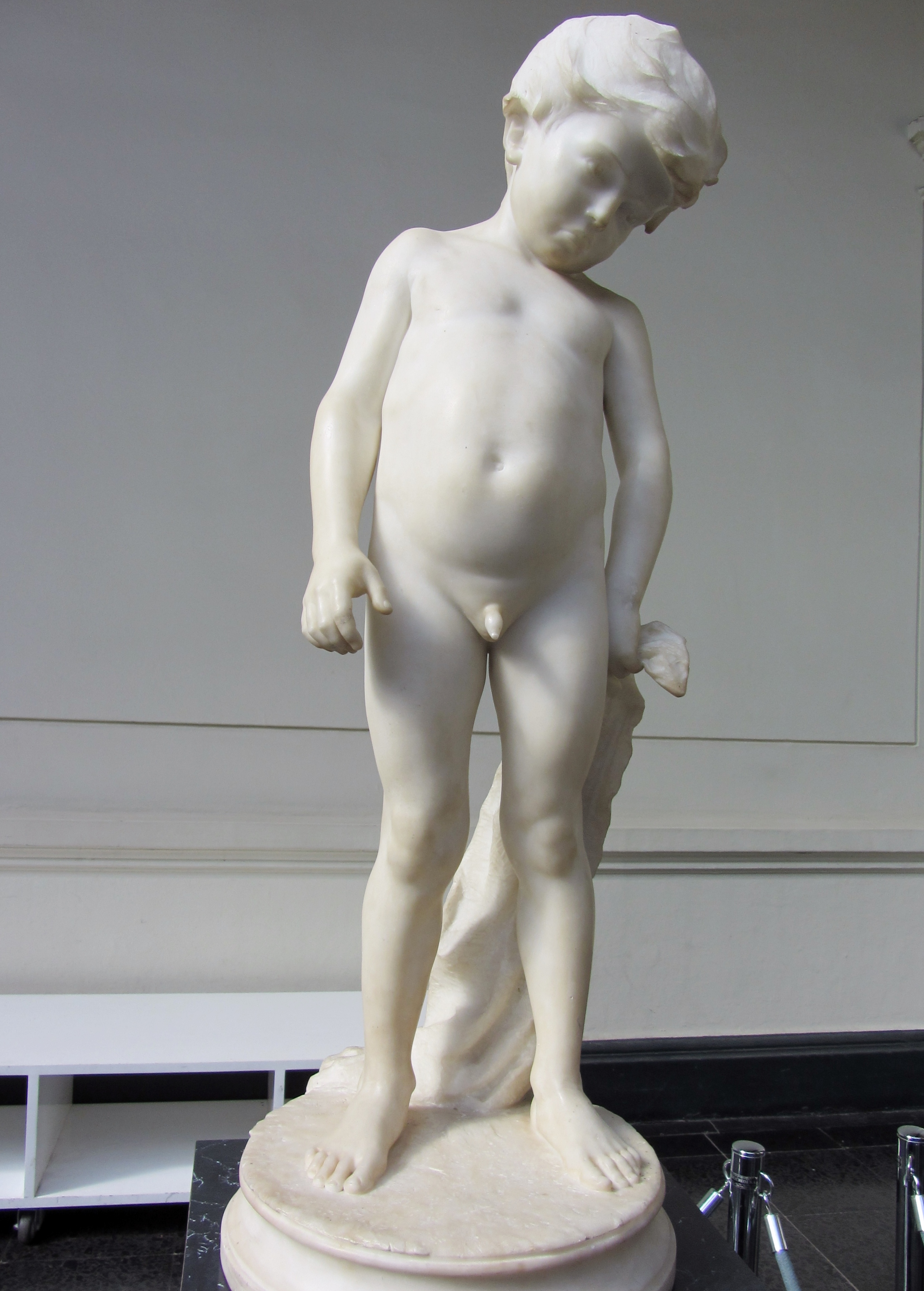
Escultura "El niño taimado", 1893.

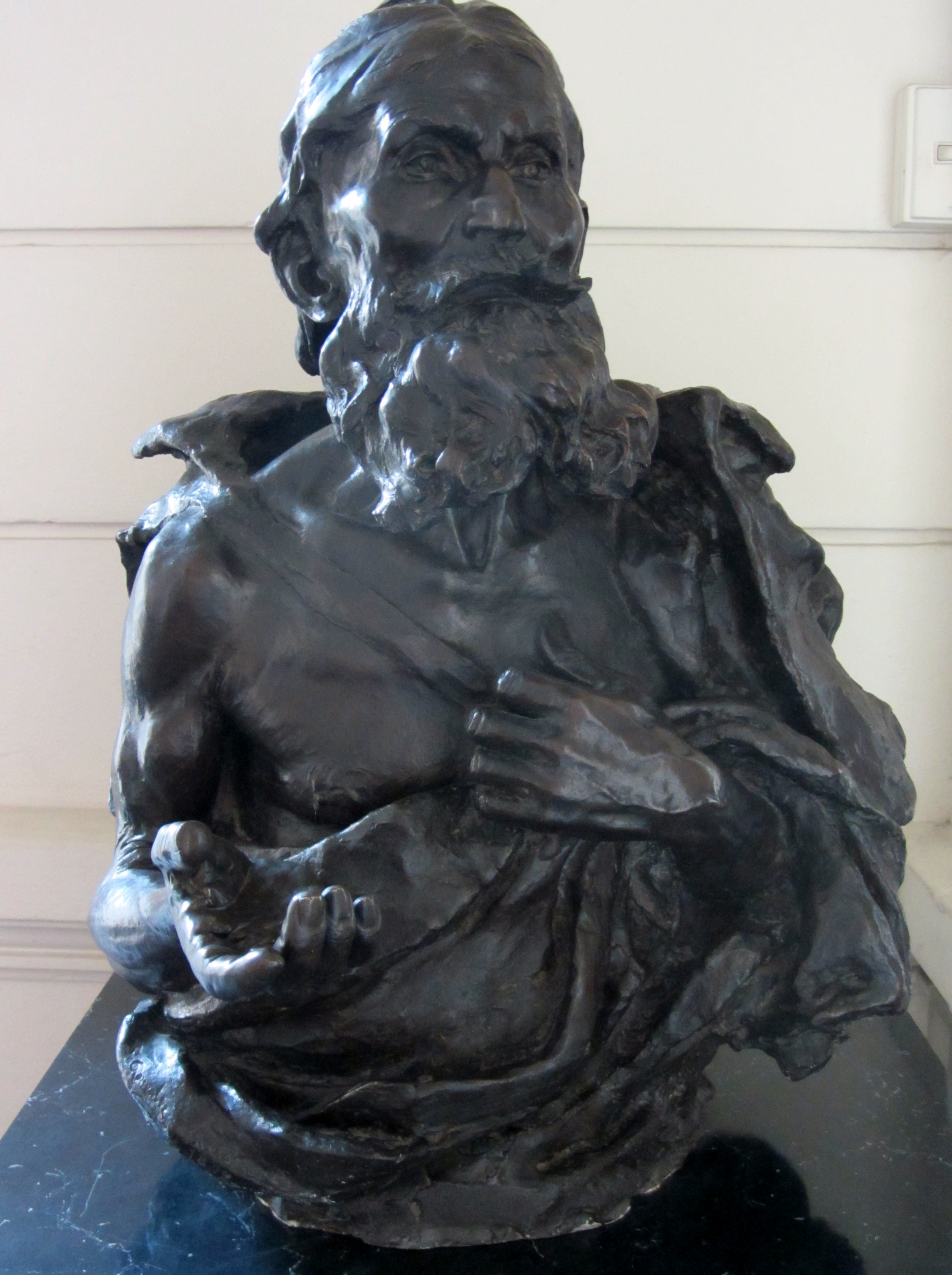
Escultura "El mendigo", 1891.

Creó la mayor parte de sus obras en mármol e investigó la técnica de cera perdida para fundir bronce. En Francia aprendió nuevas técnicas que aparecían en los nacientes movimientos de vanguardia artística, siendo influenciado por la obra de Auguste Rodin.
Fue compañero de generación de la escultora chilena Rebeca Matte, existiendo un tratamiento expresivo muy similar al de la escultora. Sin embargo, las obras de González muestran un realismo de corte social y una expresión que se imponía sobre las normas académicas.

## Premios
- 1891: Medalla de Oro, Salón Oficial de París, Francia.
- 1893: Mención Honrosa, Salón Oficial de París, Francia.
- 1894: Primer Premio, Concurso para adornar la tumba del senador Tenay Saligny, París.
- 1898: Medalla de Bronce, Exposición de Bellas Artes e Industrias Artísticas, Barcelona, España.
- 1900: Medalla de Oro, Exposición Universal de París.
- 1901: Medalla de Plata, Exposición de Buffalo, Estados Unidos.
- 1905: Primera Medalla, Salón Oficial, Santiago, Chile.
- 1905: Premio General Maturana, Salón Oficial. Santiago, Chile.
- 1905: Medalla de Honor, Salón Oficial. Santiago, Chile.
- 1905: Premio de Honor, Certamen Edwards, Salón Oficial, Santiago, Chile.
- 1910: Primera Medalla, Exposición del Centenario, Buenos Aires, Argentina.

## Exposiciones colectivas
- 1891: Salón de París, Francia.
- 1893: Salón de París, Francia.
- 1898: Exposición de Bellas Artes e Industrias Artísticas, Barcelona, España.
- 1900: Exposición Universal de París, Francia.
- 1901: Exposición Internacional de Buffalo, Estados Unidos.
- 1905: Salón Oficial, Santiago.
- 1910: Exposición del Centenario, Buenos Aires, Argentina.
- 1910: Exposición Internacional de Bellas Artes, Museo Nacional de Bellas Artes, Santiago.
- 2000: Chile Cien Años Artes Visuales: Primer Período (1900-1950)